# Otto Paul Wenger
Otto Paul Wenger (* 20. Juli  1919 in Bern; † 25. September 1981 ebenda) war ein Schweizer Münzhändler, Numismatiker und Amateurodonatologe (Libellenkundler). Er war einer der bekanntesten Münzhändler der Schweiz, der das Münzensammeln durch seine vielen populärwissenschaftlichen Artikel in den frühen 1970er Jahren in der Öffentlichkeit verankerte.

## Leben
Otto Paul Wenger führte zunächst das väterliche Bonneteriegeschäft in Bern weiter. Daneben sammelte er Münzen. Ausgelöst hatte sein Interesse der Kauf eines römischen As im Jahr 1949 bei der Münzen und Medaillen AG in Basel. 1968 löste der Silberboom in Deutschland und vor allem in der Schweiz ein weites Interesse am Münzensammeln aus. Dieses günstige Klima nutzte Otto Paul Wenger, um sein Hobby zum Beruf zu machen. Er gab 1970 das väterliche Geschäft auf und übernahm bei der Schweizerischen Kreditanstalt die numismatische Abteilung. In dieser Funktion betreute er am Bankschalter unzählige Sammler. Seine Kenntnis der Fragen des Anfängers befähigte ihn, unzählige populärwissenschaftliche Artikel in verschiedenen, vor allem nicht-numismatischen Medien zu veröffentlichen. Am bekanntesten wurde seine im Hallwag-Verlag erschienene Kleine Münzkunde.
Otto Paul Wenger betätigte sich auch als Amateurodonatologe.

## Otto-Paul-Wenger-Preis
Der Verband der Schweizerischen Berufsnumismatiker verleiht in unregelmäßigen Abständen den Otto-Paul-Wenger-Preis für besondere Leistungen im Dienste der Münzensammler.
- 2019 Ruth Niedermann-Schneider (Numis-Post)[4][5]
- 2018 Fritz Rudolf Künker[6]
- 2016 Jürg Richter[7]
- 2015 Lutz-J. Lübke und Adolar Wiedemann[8]
- 2014 Dieter Raab[9]
- 2012 Ursula Kampmann[10]
- 2011 Institut für Numismatik und Geldgeschichte der Universität Wien[11]
- 2010 Kurt Rohrer für Swissmint
- 2008 Hortensia von Roten
- 2006 Kurt Wyprächtiger und Sturzenegger Stiftung Schaffhausen
- 2003 Jürg Conzett (Sunflower Stiftung)
- 2002 Benedikt Zäch
- 2001 Christian Winterstein
- 2000 Ruedi Kunzmann
- 1999 Christian von Faber-Castell
- 1998 Hans Voegtli
- 1997 Jean-Paul Divo
- 1996 Alois Kopp
- 1995 Herbert A. Cahn
- 1994 Leo Mildenberg
- 1993 Franco Chiesa
- 1992 Frank Sternberg
- 1990 Ulrich Klein
- 1989 Albert Beck
- 1988 Circulus Numismaticus Basiliensis
- 1987 Colin Martin
- 1986 Silvester Nauli
- 1985 Albert Meier
- 1984 Friedrich Wielandt
- 1983 Erich B. Cahn
- 1982 Edwin Tobler

## Veröffentlichungen
- Kleine Münzkunde. (1963)
- Antike Numismatik für Anfänger. (1971)
- Griechische Münzen. (1974)
- Römische Kaisermünzen. (1975)
- Einführung in die Numismatik. (1978)